# سوسن‌مار
سوسَن‌مار نوعی مار است از خانوادهٔ قمچه‌ماران (Colubridae)، سردهٔ سوسن‌مارها (Telescopus).
این مار سمی است ولی به خاطر دارا بودن پُشتی بودن نیش نمی‌تواند زهر خود را به انسان تزریق کند.
ظاهری کم‌وبیش شبیه مارهای سمی دارد و یکی از وجوه تمایز آن وجود دندان نیش پُشتی است که به غده سمی مار متصل است. مردمک چشم آن‌ها ممکن است عمودی یا گرد باشد.
سوسن‌مارها بیشتر در ایران و جزیره کرت یونان یافت می‌شوند.
سوسن‌ماران تخمگذار هستند خوراکشان بیشتر گکو و مارمولک است.

## مشخصات
سر پهن و گردن کاملاً مشخص، مردمک چشم عمودی، پولک پیشانی طویل و قسمت پُشتی آن متصل به چشم، ظاهراً دارای دو پولک بینی یا نیم‌شده، دارای یک یا دو پولک جلوچشمی و دو یا سه پولک عقب‌چشمی، پولک گونه‌ای در زیر پولک جلوچشمی و متصل به چشم، لب بالا دارای ۸ یا ۹ پولک و لب پائین ۹ یا ۱۰ پولک، پولک‌های گیجگاهی ۲ یا ۳+۳ یا ۴ عدد، پولک سطح پشتی ۱۹ و به ندرت ۲۱ ردیف، پولک‌های روشِکمی ۲۰۱ تا ۲۲۰ و سطح زیرین دم ۵۰ تا ۶۹ عدد، پولک مخرجی منفرد و به ندرت منقسم.
بدن استوانه‌ای شکل، به رنگ خاکستری یا خاکستری زیتونی با خال‌های تیره یا سیاه رنگ، خالهای سطح پشتی در قسمت جلویی بزرگ و مشخص‌تر، خالهای سطح جانبی کوچکتر و یک در میان با خالهای سطح پشتی، حد متوسط خالهای پشتی ۳۶ عدد، سطح شکمی یکنواخت با خالهای تیره قهوه‌ای متمایل به سیاه رنگ و نقطه‌ها سیاه رنگ و کوچک.
حداکثر طول ۷۴ سانتیمتر، دم ۱۱ سانتیمتر.
تغذیه از مارمولک‌ها، شب و صبح زود در تعقیب شکار هستند و روزها در زیر سنگها مخفی می‌شوند.

## زیستگاه
مناطق خشک و صحرایی، کوهستانی، گاهی منازل مسکونی.
انتشار جغرافیایی : بالکان، بعضی از جزایر دریای مدیترانه، آسیای میانه، سوریه، ایران، عراق، ترکیه، شوروی سابق (گرجستان، ارمنستان، آذربایجان، داغستان).
پراکندگی در ایران: استانهای گیلان، مرکزی، تهران، اصفهان، سمنان، آذربایجان شرقی و غربی، اردبیل، همدان، سیستان و بلوچستان، زنجان، قزوین، قم.